# La Romana, Sinaloa
La Romana är en ort i Mexiko.   Den ligger i kommunen Culiacán och delstaten Sinaloa, i den västra delen av landet, 1 000 km nordväst om huvudstaden Mexico City. La Romana ligger 26 meter över havet och antalet invånare är 265.
Terrängen runt La Romana är platt. Runt La Romana är det mycket glesbefolkat, med 6 invånare per kvadratkilometer. Närmaste större samhälle är El Rosario, 19,5 km sydost om La Romana. Trakten runt La Romana består till största delen av jordbruksmark.